# Chiesa di San Giovanni Battista dei Cavalieri di Rodi
La cappella palatina di San Giovanni Battista dei Cavalieri di Rodi è una chiesa di Roma nel rione Monti, in piazza del Grillo.
Benché l'edificio sia costruito su resti del foro di Augusto, la chiesa è una costruzione moderna (risale al 1946), ricavata all'interno di uno degli ambienti della Casa, detta anche Castello, dei Cavalieri di Rodi (oggi Sovrano Militare Ordine di Malta), a sua volta costruita sulle preesistenze di epoca romana. Questi cavalieri, che acquisirono i beni dei Templari, soppressi come Ordine all'inizio del XIV secolo, edificarono la loro casa sui resti del foro di Augusto: costruita in laterizio, presenta un grande arco nella facciata ed una finestra quattrocentesca a croce.

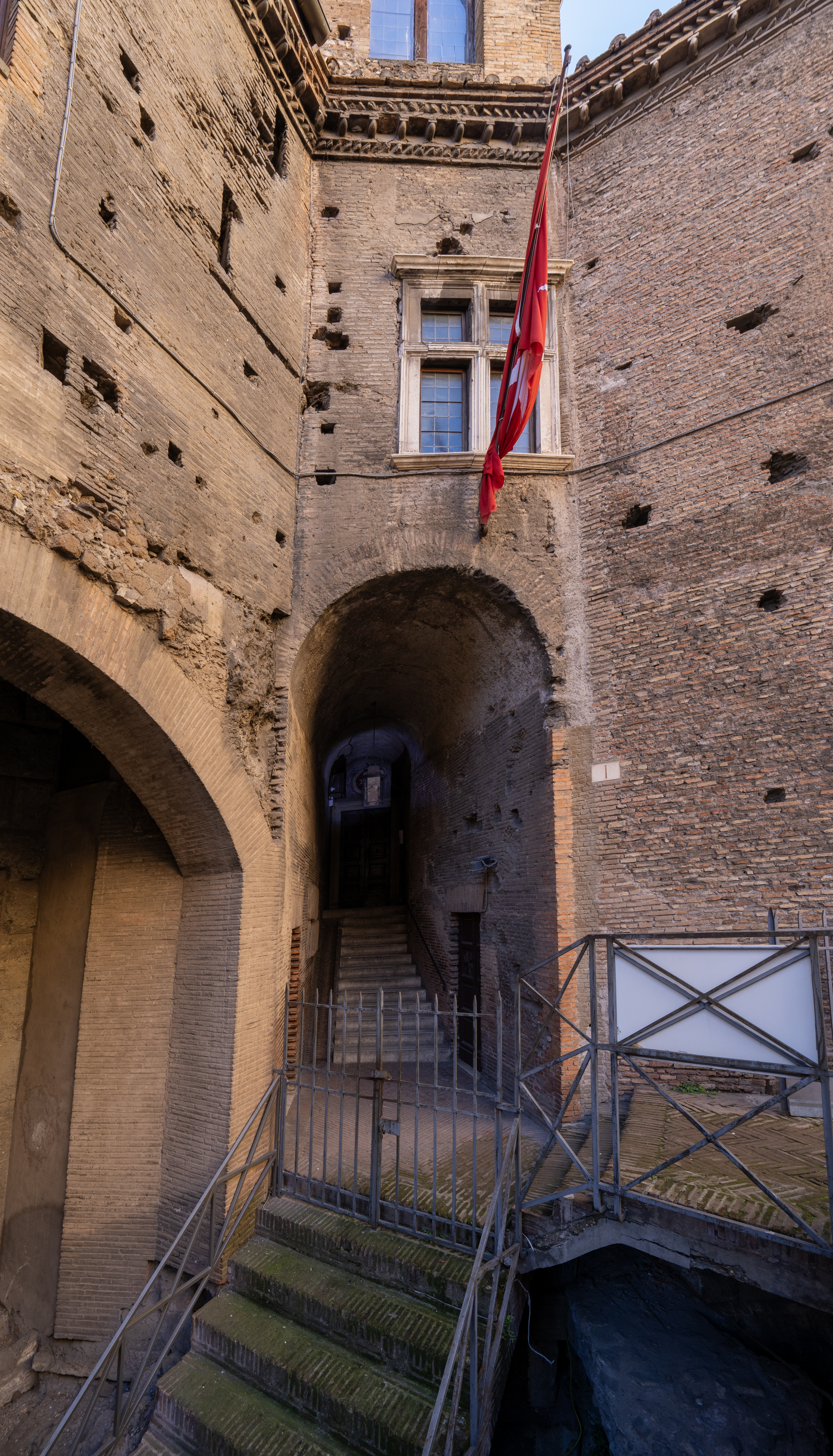
L'ingresso da piazza del Grillo

La chiesa è ricavata in un quadriportico a pilastri con archi in travertino. Nella parete di fondo vi è l'altare con sculture di Alfredo Biagini (1886-1952).